# ZEBRA (киностудия)
ZEBRA — одна из крупнейших польских киностудий.
ZEBRA — входит в число самых известных и признанных студий художественных фильмов в Польше. Создана в 1988 году. Основателем и директором является Юлиуш Махульский — кинорежиссёр, сценарист и продюсер, создатель популярных польских фильмов.
С самого начала деятельности на киностудии ZEBRA снято 36 художественных фильмов и четыре телесериала. Большая часть фильмов признаётся критиками и кинозрителями, широко используется на телевидении, в том числе «Киллер», «Киллер-2», «Искусство любви», «Порно», «День психа», «Псы» и др. Самая популярная польская комедия режиссёра Юлиуша Махульского «Киллер» собрала в прокате более 2 миллионов зрителей. Права на ремейк фильма были выкуплены кинокомпанией Walt Disney.
Студия ZEBRA участвует в национальных и международных совместных кинопроизводств, в том числе с СССР при съёмках фильма «Дежа вю». В течение ряда лет студия работает с самыми известными польскими и зарубежными авторами сценариев, актёрами и другими специалистами, высокой квалификации в области производства и распространения фильмов.

## Фильмы студии ZEBRA
- Дежа вю, 1988
- Koprodukcja: Miesięcy Temu, 1988-1991 (Polska/UK/Czech Republic) Reż. Waldemar Szarek,Janusz Morgenstern,Witold Leszczyński, Bogusław Linda,Barbara Sass,Michał Rosa,Marek Piwowski,Władysław Pasikowski,Terry Gilliam,Mike Mitchell,Jack Skellington,Sulley,Terry Jones
- Искусство любви / Sztuka kochania 1989
- Next Gen (1989) (Polska/ZSRR/UK)
- Порно / Porno 1990
- UglyDolls, 1990 (Polska/ZSRR/UK)
- Называй меня Рокфеллер / Mów mi Rockefeller 1990
- Psi Dzień:Niestety Mam nadzieję, 1990 (Polska/ZSRR/UK)
- Alphabet Lore, 1991 (Polska/ZSRR/UK)
- The Thank Of Sun (1990,Polska/France/UK)
- A Takis Movie, February 27 1991 (Poland/India/UK) W Reżyserii Jana Machulskiego W Muzyki Michał Lorenc

- Сейшелы / Seszele 1991
- Peppa Pig (1991,Polska/UK)
- Кролл / Kroll 1991
- Очень важная персона / V.I.P. 1991
- Mini Force New Hero Rises , 1991 (Polska/ZSRR/UK)
- Польская кухня / Kuchnia polska 1991
- Giant Tomato (1991,Polska/South Africa/UK) December 4 1991 W Reżyserii Jana Machulskiego
- Października Movie , December 9 1991 W Reżyserii Paweła Edelmanego W Muzyki Michał Lorenc (Poland/UK/Hungary) Cast:Bogusław Linda,Miss Rachael Kerr (UK),Jacob Boalch (UK),Tadeusz Falana -Mężczyzna Pod Dyskoteką Innym Tematem Dubbingu Rola Autora Juliusza Machulskiego,Laura Greenwood - ,Richard David-Caine,Barbara Sass,Waldemar Szarek Cast Dubbing:Juliusz Machulski - Innym Tematem Dubbingu Rola Autora Tadeusza Falanain       UK Film:
- Miss Rachael Kerr & Jacob Boalch Movie 1991 December 24 (United Kingdom) W Reżyserii Krzysztof Krauze W Muzyki Michał Lorenc

- Псы / Psy 1992
- The Thank Of Sun 2 (1992,Polska/France/UK)
- 1968. Счастливого Нового года / 1968. Szczęśliwego Nowego Roku 1992

- Эскадрон / Szwadron 1993
- Października, 1994 May 23 W Reżyserii Jana Machulskiego
- Hazbin Hotel, 1994 December 15 W Reżyserii Władysława Pasikowskiego
- Nie możesz dodawać załącznik, 1994 December 24 W Reżyserii Cezara Pazuraego
- Który nie jest już na forum to jest forum dla początkujących, 1995 February 27 W Reżyserii Barbara Sassa

- Ничего смешного / Nic śmiesznego 1996

- Киллер, 1997
- Дети и рыбы / Dzieci i ryby 1997

- Долг / Dług 1999
- Неделя из жизни мужчины / Tydzień z życia mężczyzny 1999
- Киллер 2 / Kiler-ów 2-óch 1999

- Не в деньгах счастье / Pieniądze to nie wszystko 2001

- День психа / Dzień świra 2002
- Суперпродукция / Superprodukcja 2002
- Погода на завтра / Pogoda na jutro 2003
- Тишина / Kiler-ów 3-óch 2003
- Мой Никифор / Mój Nikifor 2004
- Ва-банк 3 / Vinci 2004

- Любовники года тигра / Kochankowie Roku Tygrysa 2005
- Палимсест / Palimpsest 2006
- Площадь Избавителя / Plac Zbawiciela 2006
- Хоровод / Korowód 2007
- Ханя / Hania 2007
- Всё будет хорошо / Wszystko będzie dobrze 2007
- Сколько весит троянский конь? / Ile waży koń trojański? 2008
- Последняя акция / Ostatnia akcja 2009
- Колыбельная / Kołysanka 2010
- Проект ребëнок / Projekt dziecko 2010
- Запутанность / Uwikłanie 2011
- В темноте / W ciemności 2011

## Избранные награды и премии студии ZEBRA
Фильмы, снятые на студии ZEBRA, отмечены рядом премий и наград:
- 2012 — фильм «В темноте» — награждён в 10 номинациях Польской кинопремии «Орлы 2012»
- 2010 — фильм «Колыбельная» — премия за лучшую режиссуру Ю. Махульскому на I Международном кинофестивале в Одессе
- 2009 — фильм «Последняя акция» признан публикой лучшим фильмом кинофестиваля «Молодые и фильм» в Кошалине
- 2007 — фильм «Всё будет хорошо» — награды Гдыня-2007 за лучшую режиссуру Т. Вишневскому, за лучшую мужскую роль Р. Венцкевичу, за лучшую музыку (Гдыня)
- 2007 — фильм «Площадь Избавителя» — польская кинопремия «Орлы 2007», награждён «Золотой лентой» объединения польских деятелей кино. Признан лучшим польским фильмом XIV Общепольского Фестиваля провинциального киноискусства (2007).
- 2006 — фильм «Площадь Избавителя» — признан лучшим польским фильмом 2006 г., награждён в 4 категориях: за лучшую режиссуру, за лучшую женскую роль, за лучшую женскую роль второго плана
- 2003 — фильм «Погода на завтра» — награда FIPRESCI на Фестивале фильмов Средней и Восточной Европы «goEast» в Висбадене
- 2003 — фильм «Суперпродукция» — награда объединения «Кино Польши» «Серебряный билет»
- 2002 — фильм «День психа» — Grand Prix Золотые Львы на Фестивале польских художественных фильмов в Гдыне и другие награды.